# Kastbjerg Sogn (Norddjurs Kommune)
 For alternative betydninger, se Kastbjerg Sogn. (Se også artikler, som begynder med Kastbjerg Sogn)
Kastbjerg Sogn er et sogn i Norddjurs Provsti (Århus Stift).
I 1800-tallet var Kastbjerg Sogn anneks til Rimsø Sogn. Begge sogne hørte til Djurs Nørre Herred i Randers Amt. Rimsø-Kastbjerg sognekommune blev ved kommunalreformen i 1970 indlemmet i Nørre Djurs Kommune, som ved strukturreformen i 2007 indgik i Norddjurs Kommune.
I Kastbjerg Sogn ligger Kastbjerg Kirke.
I sognet findes følgende autoriserede stednavne:
- Kastbjerg (bebyggelse, ejerlav)
- Kærby (bebyggelse)
- Polden (bebyggelse)
- Selkær (bebyggelse, ejerlav)
- Skindbjerg (bebyggelse, ejerlav)
- Skindbjerg Mark (bebyggelse)